# Astacilla damnoniensis
Astacilla damnoniensis es una especie de crustáceo isópodo marino de la familia Arcturidae.

## Distribución geográfica
Se distribuye por el Atlántico nororiental y el mar Mediterráneo occidental.